# Jarl Sundqvist
Jarl Julius Sundqvist, född 13 september 1897 i Torneå, död 21 maj 1967 i Rovaniemi, var en finländsk forstman. 
Sundqvist avlade forstmästarexamen 1920, anställdes 1921 vid Kemi Oy i Rovaniemi och var 1927–1962 chef för bolagets skogsavdelning. Han var en framträdande gestalt i många olika sammanhang inom sitt hemlandskap; bland annat var han en av dem som ivrigast arbetade för att göra skidspelen på Ounasvaara allmänt kända. Han framträdde även som författare, bland annat med boken Läskikapina (1963), som skildrar den så kallade fläskrevolten i Salla vintern 1922. Han tilldelades forstråds titel 1948.